# Mittlere Bartfledermaus
Die Mittlere Bartfledermaus (Myotis annectans) ist eine Art der Mausohren (Myotis) innerhalb der Fledermäuse (Chiroptera). Sie ist über Teile Süd- und Südostasiens von Indien bis Vietnam verbreitet.

## Merkmale
Die Mittlere Bartfledermaus erreicht eine Kopf-Rumpf-Länge von 45 bis 55 Millimetern und eine Schwanzlänge von 39 bis 48 Millimetern. Die Hinterfüße haben eine Länge von etwa 10 Millimeter. Die Ohren messen 14 bis 16 Millimeter, sie sind vergleichsweise klein und gerundet mit großem Tragus. Insgesamt handelt sich um eine mittelgroße Fledermausart. Die Unterarmlänge beträgt 45 bis 48 Millimeter. Das Rückenfell ist lang und weich. Es ist auf der Rückenseite dunkelbraun und auf der Bauchseite braun mit helleren Haarspitzen. Das Gesicht ist ebenfalls mit dunkelbraunen Haaren besetzt.
Der Schädel hat eine Gesamtlänge von 15 bis 17 Millimeter und ist robust gebaut mit breiter Schnauzenregion (Rostrum). Der zweite obere Prämolar ist sehr klein und wird von den anderen Zähnen vollständig verdeckt.

## Verbreitung

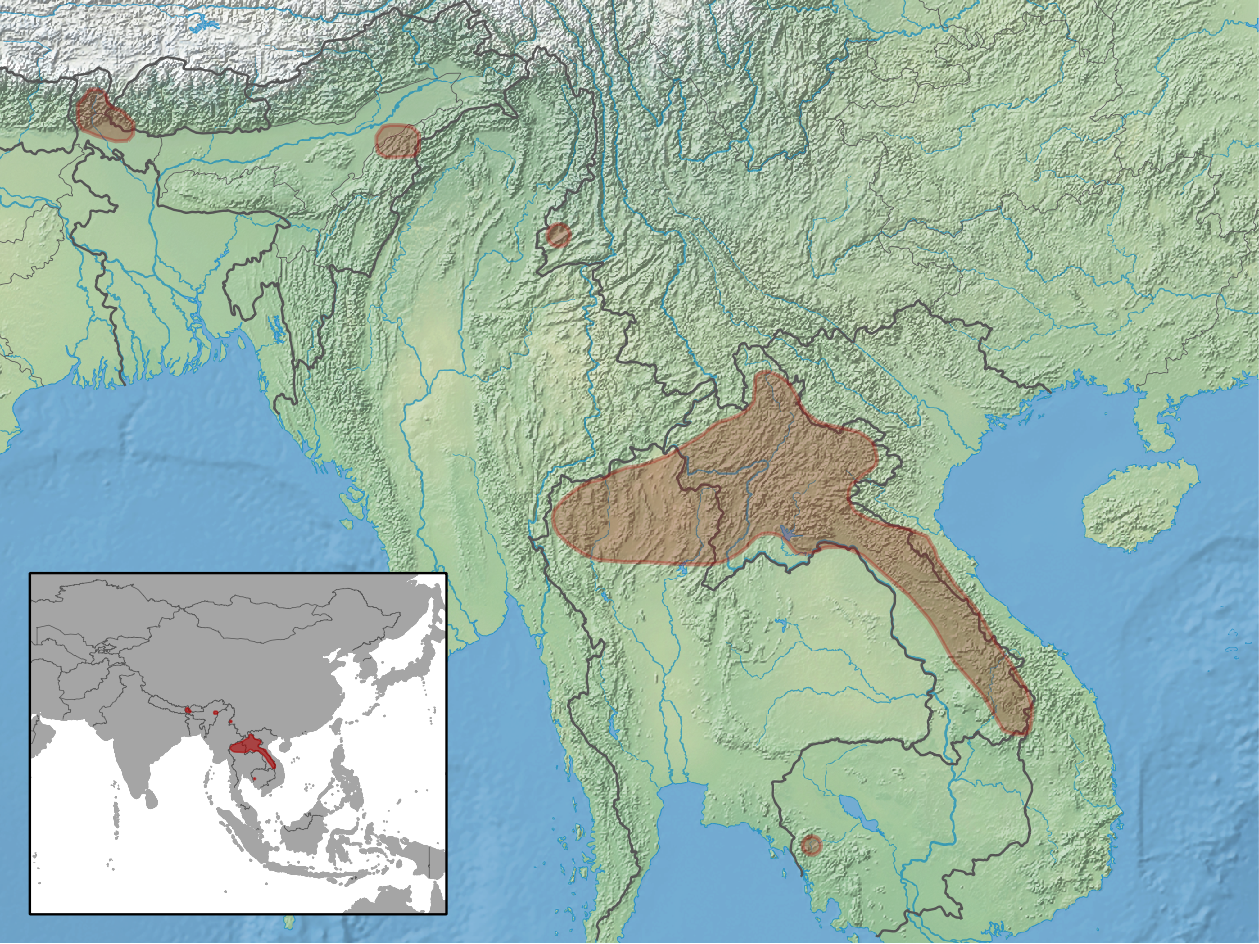
Verbreitungsgebiete der Mittleren Bartfledermaus

Die Mittlere Bartfledermaus ist in mehreren voneinander getrennten Regionen über Teile Süd- und Südostasiens von Indien bis Thailand verbreitet. In Indien kommt die Art in Assam, Nagaland und Westbengalen vor. In der Volksrepublik China wurde sie durch einen Fund in Yunnan nahe der Grenze zu Indien nachgewiesen. In Südostasien sind Vorkommen im Norden von Thailand, in Laos und im südlichen Kambodscha dokumentiert, in Vietnam ist das Vorkommen unklar.

## Lebensweise
Über die Lebensweise und ökologischen Ansprüche der weit verbreiteten Fledermausart liegen nur sehr wenige Angaben vor. Die meisten Nachweise stammen aus mittelhohen Lagen und Talgebieten. In Südostasien lebt die Art in immergrünen Wäldern. In Vietnam gibt es einen wahrscheinlichen Nachweis in einem Sekundärwald nahe einem Wasserlauf.

## Systematik
Die Mittlere Bartfledermaus wird als eigenständige Art den Mausohren (Gattung Myotis) zugeordnet. Die wissenschaftliche Erstbeschreibung stammt von George Edward Dobson aus dem Jahr 1871, der sie anhand von Individuen aus den Naga Hills des indischen Bundesstaat Assam beschrieb. In früheren Arbeiten wurde die Art aufgrund fehlender Zähne in die Gattung Pipistrellus eingestellt, allerdings war der dafür genutzte Typus nicht der Norm entsprechend. Entsprechend erfolgte nach 1970 die Überstellung in die Gattung Myotis. Die ursprünglich eigenständigen Arten Myotis primula Thomas, 1920 und Myotis emarginatus (Geoffroy, 1806) wurden als Synonyme eingestuft.
Innerhalb der Art werden neben der Nominatform keine Unterarten unterschieden.

## Gefährdung und Schutz
Die Art wird von der International Union for Conservation of Nature and Natural Resources (IUCN) aufgrund des großen Verbreitungsgebiets und der damit verbundenen angenommenen hohen Bestandszahlen als nicht gefährdet („least concern“) eingestuft. Bestandsgefährdende Bedrohungen für den Artbestand sind nicht bekannt. Angaben zur Bestands- und Populationsgröße in Südasien liegen nicht vor, in den südostasiatischen Verbreitungsgebieten handelt es sich um eine regelmäßig vorkommende Art.

## Belege
1. 1 2 3 4 5 6  Don E. Wilson Hairy-Faced Myotis. In: Andrew T. Smith, Yan Xie: A Guide to the Mammals of China. Princeton University Press, 2008; S. 373, ISBN 978-0-691-09984-2.
2. 1 2 3 4 5 6 7 8  Myotis annectans in der Roten Liste gefährdeter Arten der IUCN 2017-3. Eingestellt von: P. Bates, C. Francis, S. Molur, C. Srinivasulu, 2008. Abgerufen am 8. Januar 2018.
3. 1 2 3  Don E. Wilson & DeeAnn M. Reeder (Hrsg.): Myotis annectans in Mammal Species of the World. A Taxonomic and Geographic Reference (3rd ed).